# 科埃略苏
科埃略苏是葡萄牙布拉干萨区的一个堂区。总面积20.23平方公里，总人口299人，人口密度14.8人/平方公里。